# Sergej Ivanovič Splošnov
Sergej Ivanovič Splošnov (Mosca, 10 settembre 1907 – Minsk, 6 aprile 1979) è stato un regista cinematografico sovietico.

## Filmografia (parziale)

### Regista
- Maska (1938)[1]
- Pesn' o družbe (1941)